# Seznam perujskih fotografov
Seznam perujskih fotografov.

## B
- Werner Bischof (Švicar)

## C
- Martín Chambi

## T
- Mario Testino